# Tariq Ramadan
Tariq Ramadan, född 26 augusti 1962 i Genève, är en schweizisk muslimsk teolog med egyptisk bakgrund. Han har uppmärksammats för sina reformistiska åsikter och sina teser om en europeisk islam. Han är också professor i samtida islamiska studier vid fakulteten för orientaliska studier vid Oxford University. Han är gästprofessor vid fakulteten för islamiska studier i Qatar, och chef för forskningscentret för islamisk lagstiftning och etik i Qatar. 

## Biografi
Tariq Ramadan är son till Said Ramadan och Wafa al-Banna, som var den äldsta dottern till Hassan al-Banna, som 1928 grundade Muslimska brödraskapet i Egypten. Fadern Said Ramadan var en betydande kraft i Muslimska brödraskapet och som fördrevs från Egypten av Gamal Abdel Nasser för sin verksamhet. Han flyttade då till Saudiarabien där han grundade Muslim World League, en välgörenhets- och missionärsorganisation.

## Åsikter och uttalanden
Tariq Ramadan uppmanar demokratiska muslimer att förena sig och förespråkar studier och omtolkningar av islamiska texter och betonar den heterogena karaktären av Västerlandets muslimer.
Ramadan har hyllats som fredsälskande och humanistisk, men även kritiserats för att vara en talare som byter åsikt beroende på vilka hans åhörare är. Han anser till exempel inte att män och kvinnor ska få bada i samma simbassäng.
Ramadan har uttalat sig i franska Nouvelles d'Arménie Magazine om det armeniska folkmordet och menar att det inte går att ifrågasätta fakta i frågan om armeniernas öde i det osmanska Turkiet. Vidare menar Ramadan i en kontext om Turkiet utöver folkmord att landet är europeiskt och kommer att bli medlem i EU, men att det kommer att ta lång tid, 1-2 generationer. Detta kommer både EU och Turkiet vinna på menar han.

### Våldtäktsanklagad
I början av 2017 anhölls Ramadan av fransk polis och häktades misstänkt för våldtäkt av två franska kvinnor som i samband med metoo-rörelsen anmält Ramadan för våldtäkt. Under åren har Ramadan figurerat i liknande anklagelser. Det mest kända fallet är Henda Ayari(fr) som i sin självbiografi skrev att hon våldtogs på ett hotell i Paris av Ramadan efter att hon kontaktat honom för att få andlig vägledning. Ett annat liknande fall är en fransyska som påstod att Ramadan våldtog henne på ett hotell i Lyon. Bland anklagelserna finns också fyra schweiziska före detta studenter till Ramadan där en bara var 15 år och den andra 14 år. Så många som sju olika kvinnor har anklagat Ramadan för våldtäkt under årens gång:[uppföljning saknas]